# Protivanov
Protivanov (Duits: Protiwanow) is een Moravische vlek (městys) in de Tsjechische regio Olomouc, en maakt deel uit van het district Prostějov. Protivanov telt 1071 inwoners (2023).

## Geschiedenis
- 1505 – De eerste schriftelijke vermelding van Protivanov.
- 2006 – De gemeente Protivanov krijgt (opnieuw) de status vlek.[1]